# 岐阜県道473号鼠餅古川線
岐阜県道473号鼠餅古川線（ぎふけんどう473ごう ねずもちふるかわせん）は、岐阜県高山市から同県飛騨市に至る一般県道である。

## 概要
岐阜県高山市上宝町鼠餅の岐阜県道89号高山上宝線交点が起点。 
高山市丹生川町の山間部、高山市国府町と飛騨市古川町の郊外を抜けて飛騨市古川町袈裟丸の国道41号交点へと至る。
山間部は一部を除いてほぼ狭隘路で、特に起点から高山市丹生川町呂瀬金山の区間は普通車どうしでもすれ違いが困難な個所が多く、起点から高山市丹生川町森部の区間は、大型車通行不能となっている。 
また、飛騨市古川町太江付近は一部住宅街の路地を走行する区間があり、ここもすれ違いが困難である。
冬季は、起点に接続する岐阜県道89号高山上宝線の岐阜県道477号長倉神岡線交点から鼠餅沢上谷付近の区間が通行止めとなるため、県道89号終点側から向かう事は出来ない。
高山市丹生川町柏原から高山市国府町宮地の区間も冬季通行止めとなるが、同区間は迂回路（市道）がある。

### 路線データ
- 起点：岐阜県高山市上宝町鼠餅（岐阜県道89号高山上宝線交点）
- 終点：岐阜県飛騨市古川町袈裟丸（国道41号交点）
- 重要な経過地：岐阜県高山市国府町

## 沿革
- 1977年（昭和52年）2月27日 ： 認定[1]

## 通過する自治体
- 岐阜県
  - 高山市
  - 飛騨市

## 接続する道路
- 岐阜県道89号高山上宝線（高山市上宝町鼠餅）
- 岐阜県道76号国府見座線（高山市国府町八日町）
- 岐阜県道75号神岡河合線（飛騨市古川町杉崎で重複）
- 国道41号（飛騨市古川町袈裟丸）

## 周辺
- 宮川
- 飛騨市立古川小学校
- 飛騨市役所
- 飛騨市図書館
- JR高山本線 飛騨古川駅
- JR高山本線 杉崎駅
- JR高山本線 飛騨細江駅
- 気多若宮神社
- 阿多由太神社
- 荒城農業体験交流館
- 安国寺
- 荒城神社